# 卡拉哈迪區
卡拉哈迪區（英語：Kgalagadi District）是博茨瓦納的一個區，位於該國西部，西鄰納米比亞，南鄰南非共和國。面積105,200平方公里，2001年人口42,049人。首府察邦。下分2次區。
卡拉哈迪跨國公園佔了本區的西部。